# Fela Kuti
Fela Anikulapo Kuti, ursprungligen Olufela Olusegun Oludotun Ransome-Kuti, född 15 oktober 1938 i Abeokuta, död 2 augusti 1997 i Lagos, var en nigeriansk musiker, som behärskade en mängd olika instrument. Han var även kompositör, politiker och människorättsaktivist.
Den brittiska kedjan HMV:s (His Master's Voice) filial i Japan har listat Fela Kuti som den 46:e mest inflytelserika musikern någonsin.

## Biografi
Fela Kuti föddes i Abeokuta, Ogun, i en medelklassfamilj. Hans mor Funmilayo Ransome-Kuti var feminist och aktiv i antikolonialrörelsen och hans far, pastor Israel Oludotun Ransome-Kuti, en protestantisk föreståndare och rektor, var den första ledaren för det nigerianska lärarfacket. Hans bröder Beko Ransome-Kuti och Olikoye Ransome-Kuti var båda välkända nigerianer.
Fela reste till London 1958 för att börja studera medicin, men bestämde sig för att börja studera musik på Trinity College of Music. Där startade han musikgruppen Koola Lobitos, och spelade en musikstil som senare skulle kallas Afrobeat. Genren blandade amerikansk jazz och funk med västafrikansk highlife. År 1961 gifte sig Fela med Remilekun (Remi) Taylor, och de fick tillsammans tre barn (Femi, Yeni och Sola). År 1963 flyttade de tillbaka till Nigeria, och Fela Kuti återupprättade sitt band Koola Lobitos och utbildade sig till radioproducent för den nigerianska radion. Tillsammans med sitt band åkte han 1969 till USA för att spela, och där träffade han på Black Powerrörelsen och medlemmar i partiet Svarta pantrarna, något som påverkade hans musik och politiska syn, vilket ledde till att han bytte namn på bandet till "Nigeria 70". Senare lyckades det amerikanska immigrationsverket få reda på att Fela Kuti var i USA utan arbetstillstånd. Därför spelade bandet snabbt in en skiva, kallad "The '69 Los Angeles Sessions". 
Fela återvände sedan till Nigeria tillsammans med sitt band och där startade han Kalakuta Republic, ett kollektiv och en inspelningsstudio, och senare också ett hem för de som hade kopplingar till bandet som han utropade som självständigt från Nigeria. Fela satte också upp nattklubbar vid Empire Hotel kallade Afro-Spot och Afrika Shrine där han spelade med jämna mellanrum. Han bytte dessutom sitt mellannamn till "Anikulapo" (det betyder "den som bär döden i sin ficka"), eftersom han menade att det gamla namnet, Ransome, var ett slavnamn.
Inspelningarna fortsatte och musiken blev mer och mer politisk. Fela Kutis musik blev väldigt populär bland nigerianerna och även afrikanerna i stort. Han bestämde sig för att sjunga sina sånger på nigeriansk pidgin-engelska för att musiken skulle kunna avnjutas i hela Afrika, som har väldigt många lokala språk. Lika populär som musiken var bland det nigerianska folket, lika impopulär var den hos den nigerianska regeringen, och räder på Kalakuta Republic skedde ofta. År 1974 kom polisen med en husrannsakningsorder och cannabis, som de försökte få honom att svälja, vilket han gjorde. Han blev tillfångatagen för att man skulle undersöka hans avföring, men då de skulle göra det hade Fela Kuti bytt avföring med sina fängelsekamrater, och Fela friades. Det här berättas det om i låten "Expensive shit" som han spelade in senare. 
År 1977 släppte Fela Kuti och bandet Afrika 70, som det nu hette, albumet Zombie, en skarp attack mot nigerianska soldater, där han använde "zombie" (gengångare) som metafor för den nigerianska militärens metoder. Albumet blev en succé hos folket och förargade regeringen som anföll Kalakuta Republic med runt 1 000 soldater. Fela Kuti slogs hårt och hans mor kastades ut genom fönstret, vilket ledde till ödesdigra skador. Kalakuta Republic brändes och Fela Kutis studio, instrument och inspelningar förstördes. Fela menade att han hade dött om det inte varit för att ett befäl hoppat in och stoppat en misshandel. Fela Kutis svar på attacken bestod i att skicka sin mors likkista till huvudbaracken i Lagos och skriva två sånger, "Coffin for Head of State" och "Unknown Soldier", där han åsyftade den allmänna undersökningen, som hade kommit fram till att en okänd soldat förstört kollektivet.
Fela och hans vänner flyttade in på hotellet Crossroads Hotel efter att Kalakuta Republic förstörts. Ett år efter attacken mot republiken gifte sig Fela Kuti med 27 kvinnor för att markera årsdagen, många av de här kvinnorna var såna som hjälpt till med musiken. Senare antog han ett rotationssystem för att hela tiden behålla precis tolv fruar. Det året utmärktes också av två skandalomsusade konserter, den första i staden Accra, där kravaller bröt ut under låten "Zombies", vilket ledde till att han bannlystes från hela Ghana. Den andra var på Berlin Jazz Festival, efter vilken nästan hela bandet lämnade honom, eftersom rykten gått om att han tänkte använda hela vinsten från konserten till att bekosta sin presidentkampanj. 
Trots dessa massiva bakslag, bestämde sig Fela Kuti för att fortsätta. Han startade ett eget politiskt parti som han kallade "Movement of the people" ("Folkets rörelse"). År 1979 försökte han bli presidentkandidat till det första valet i Nigeria på ett decennium, dock avslogs hans ansökan. Vid den här tidpunkten startade Fela Kuti ett band som han kallade Egypt 80, spelade in skivor och fortsatte åka runt i landet och spela. Han fortsatte att förarga det politiska etablissemanget genom att nämna namnen Moshood Abiola och sen general Olusegun Obasanjo i slutet av en 25 minuter lång politisk epistel kallad "I.T.T. (International Thief Thief)". 
År 1984 anfölls han igen av landets militär och fängslades, tvivelaktigt anklagad för att ha smugglat pengar. Hans fall togs upp av flera människorättsorganisationer, och efter 20 månader släpptes han av generalen Ibrahim Babangida. På sin frigivningsdag skiljde han sig från sina tolv fruar och sa att "giftermål ger svartsjuka och själviskhet." Än en gång fortsatte Fela Kuti att släppa skivor med sitt band, Egypt 80, och att spela live i bland annat Nordamerika och Europa. Han fortsatte också att vara politiskt aktiv. År 1986 spelade han på Giants Stadium, New Jersey som en del av Amnesty Internationals "Conspiracy of Hope"-konsert tillsammans med Bono, Carlos Santana och The Neville Brothers. År 1989 släppte Fela & Egypt 80 antiapartheidalbumet "Beasts of No Nation", vars skivomslag föreställer USA:s dåvarande president Ronald Reagan, Storbritanniens Margret Thatcher och Sydafrikas P.W. Botha med huggtänder droppande av blod. 
Hans albumproduktion minskade under 1990-talet, och till slut slutade han att producera album helt och hållet. Kampen mot militären i Nigeria hade sitt pris, speciellt under diktatorn Sani Abachas ledning. Rykten spreds också om att han hade en sjukdom och att han vägrade att ta emot behandling för att stoppa sjukdomen. Den 3 augusti 1997 meddelade Felas storebror, Olikoye Ransome-Kuti (som var en känd aidsaktivist och tidigare hälsominister) att hans yngre bror dött förra dagen av Kaposis sarkom som han fick på grund av aids. Deras yngre bror var i fängelse vid den här tidpunkten, på grund av politisk aktivism. Mer än en miljon människor deltog på Fela Kutis begravning som var på den plats där hans nattklubb tidigare legat. En ny Afrika Shrine hade öppnats i Lagos under hans sons, Femi Kutis, övervakning.

## Musik
Den musikstil som framförs av Fela Kuti kallas Afrobeat, vilket i huvudsak är en blandning av jazz, funk och traditionell afrikansk sång. Den karakteriseras av afrikanska slagverk, sång och musikalisk struktur tillsammans med jazziga och funkiga blåsinstrument-sektioner. Det eviga groove som används - en bakgrundsrytm av trummor, dämpad gitarr och elbas - upprepas genom hela sången. Det här är en vanlig teknik i afrikansk och Afrika-influerad musik, och kan ses i bland annat funk och hiphop. Några andra element som är vanliga i Fela Kutis låtar är de så kallade "call-and-response" (ropa-och-svara), med en enkel och symbolisk bakgrundskör. Hans sånger var nästan alltid över tio minuter långa, och kunde ibland uppgå till en halvtimme. Det är en av förklaringarna till att musiken inte nått särskilt stor framgång utanför Afrika. 
Hans sånger sjöngs mest på nigerianskt pidginspråk, även om han också framförde en del sånger på yoruba-språket. Fela Kutis personliga huvudsakliga instrument var saxofon och keyboard, men han spelade också trumpet, gitarr och gjorde i vissa fall trumsolo. Fela vägrade att framföra sånger efter att ha spelat in dem, vilket också hindrade hans popularitet utanför Afrika. Fela var känd för sitt artisteri, och hans konserter var kände för att vara främmande och vilda. Han menade att hans framförande var hans "underjordiska spirituella spel".

## Politisk syn
Den amerikanska Black Power-rörelsen influerade Felas politiska syn. Han stödde också panafrikanism och socialism och har gjort försök att skapa en enad, demokratisk afrikansk republik. Han krävde mänskliga rättigheter och många av hans sånger var en direkt riktade mot diktatorer, speciellt Nigerias militaristiska regering under 1970- och 1980-talen. Han var också samhällskritiker och häcklade sina afrikanska vänner (speciellt överklassen) för att förräda den traditionella afrikanska kulturen. Den afrikanska kultur han trodde på omfattade bland annat flergifte, och Kalakuta Republic skapades som en polygamist-koloni. Han försvarade sin syn på polygami med orden: "A man goes for many women in the first place. Like in Europe, when a man is married, when the wife is sleeping, he goes out and fucks around. He should bring the women in the house, man, to live with him, and stop running around the streets!" Hans syn på kvinnan karakteriserades, enligt vissa, av kvinnofientlighet, något som sånger som "Mattress" bevisade. Likafullt prisar han afrikansk kvinnlighet i sången "Lady", då han sjunger "Lady na (is) master". Det bör påpekas att Fela var mycket öppen vad gällde sex, något som återspeglas i sånger som "Open and Close" och "Na Poi".

## Diskografi
| År   | Album                                                | Skivbolag                                       |
| ---- | ---------------------------------------------------- | ----------------------------------------------- |
| 1971 | Live ! (with Ginger Baker)                           | Regal Zonophone / Pathe Marconi                 |
| 1971 | Why Black Man Dey Suffer                             | Africa Songs Limited                            |
| 1972 | Stratavarious (with Ginger Baker)                    | Polydor / Atco                                  |
| 1972 | Na Poi                                               | EMI HMV                                         |
| 1972 | Open & Close                                         | EMI / Pathe Marconi                             |
| 1972 | Shakara                                              | EMI / Editions Makossa / Pathe Marconi / Creole |
| 1972 | Roforofo Fight                                       | Jofabro / Editions Makossa / Pathe Marconi      |
| 1973 | Afrodisiac                                           | EMI/ Regal Zonophone / Pathe Marconi            |
| 1973 | Gentleman                                            | EMI / Pathe Marconi / Creole                    |
| 1974 | Alagbon Close                                        | Jofabro / Editions Makossa                      |
| 1975 | Noise for Vendor Mouth                               | Afrobeat                                        |
| 1975 | Confusion                                            | EMI / Pathe Marconi                             |
| 1975 | Everything Scatter                                   | Coconuts / Creoles                              |
| 1975 | He Miss Road                                         | EMI / Pathe Marconis                            |
| 1975 | Expensive Shit                                       | Soundwork Shops / Editions Makossa              |
| 1976 | No Bread                                             | Soundwork Shop / Editions Makossas              |
| 1976 | Kalakuta Shows                                       | Kalakuta / Editions Makossa                     |
| 1976 | Upside Down                                          | Deccas Afrodisia                                |
| 1976 | Ikoyi Blindness                                      | Africa Music                                    |
| 1976 | Before I Jump Like Monkey Give Me Banana             | Coconut                                         |
| 1976 | Excuse O                                             | Coconut                                         |
| 1976 | Zombie                                               | Coconut / Creole / Mercury                      |
| 1976 | Yellow Fever                                         | Decca Afrodesia                                 |
| 1977 | Opposite People                                      | Decca_Afrodesia                                 |
| 1977 | Fear Not For Man                                     | Decca Afrodesia                                 |
| 1977 | Stalemate                                            | Decca Afrodesia                                 |
| 1977 | Observation No Crime                                 | Decca Afrodesia                                 |
| 1977 | Johnny Just Drop (J.J.D Live!! at Kalakuta Republic) | Decca Afrodesia                                 |
| 1977 | I Go Shout Plenty                                    | Decca Afrodesia                                 |
| 1977 | No Agreement                                         | Decca Afrodesia / Barclay / Celluloid           |
| 1977 | Sorrow, Tears and Blood                              | Kalakuta                                        |
| 1978 | Shuffering and Shmiling                              | Coconut / Celluloid                             |
| 1979 | Unknown Soldier                                      | Phonodisk / Uno Melodic                         |
| 1979 | I.T.T. (International Thief Thief)                   | Kalakuta                                        |
| 1980 | Music of Many Colours (with Roy Ayers)               | Phonodisk / Celluloid                           |
| 1980 | Authority Stealing                                   | Kalakuta                                        |
| 1981 | Black President                                      | Capitol                                         |
| 1981 | Original Sufferhead                                  | Lagos International / Arista                    |
| 1981 | Coffin for Head of State                             | Kalakuta                                        |
| 1983 | Perambulator                                         | Lagos International                             |
| 1983 | Live In Amsterdam                                    | Wrasse                                          |
| 1985 | Army Arrangement                                     | Kalakuta / Celluloid                            |
| 1986 | Teacher Don't Teach Me Nonsense                      | Polygram / Barclay                              |
| 1989 | Beasts of No Nation                                  | Kalakuta / Eurobound / Shanachie                |
| 1989 | O.D.O.O. (Overtake Don Overtake Overtake)            | Kalakuta / Shanachie                            |
| 1990 | Confusion Break Bones                                | Kalakuta                                        |
| 1990 | Just Like That                                       | Kalakuta                                        |
| 1992 | Underground System                                   | Kalakuta / Sterns                               |